# Gabriel de Beauvau
Gabriel  de Beauvau, mort le 9 janvier 1668 à l'abbaye Notre-Dame de Beaumont-lès-Tours, est un prélat français du XVIIe siècle. 

## Biographie
Il est issu de l'illustre famille de Beauvau, fils de Louis de Beauvau, seigneur de Rivarennes et de Charlotte Brioulet. Il fait ses études à l'université de Paris vers 1623-1625 mais il ne semble pas avoir obtenu de diplôme.
Sa carrière pré-épiscopale est entièrement consacrée au service du cardinal de Richelieu principalement comme maître de chambre mais aussi dans les domaines militaires, de l'organisation et de la logistique. Il est lieutenant général en avril 1636 puis conseiller d'État mais il perd la faveur de Richelieu en 1638. À l'époque de sa promotion épiscopale, il est déjà prêtre, doyen du chapitre de Nîmes et commendataire de l'abbaye de Turpenay dans le diocèse de Tours et de l'abbaye Notre-Dame d'Ivry dans le diocèse d'Evreux.     
Gabriel de Beauvau est fait évêque de Nantes le 4 mars 1635 après le transfert de Cospeau à Lisieux. Il est nommé en février et consacré en avril 1636. Il établit un séminaire à Nantes en 1641. La fin de sa carrière est peu glorieuse car il est contraint de se démettre sous la pression des membres de sa famille :   
« Leur générosité est parfois restée célèbre..... il arriva qu'elle parut exagérée, voire dangereuse pour les intérêts de leurs familles. Le marquis François de Beauvau fit déclarer prodigue son oncle Gabriel de Beauvau de Rivarennes, évêque de Nantes (1636-1667). On lui retira l'administration de son temporel et on l'interna dans un prieuré. Il était trop généreux. »

## Armes
D'argent à quatre lions cantonnés de gueules, armés, lampassés et couronnés d'or, à une étoile d'azur en cœur.